# أسماء زوجة القعقاع
أسماء هي زوجة القعقاع بن عمرو التميمي وهي الصحابية التي عرف صوت زوجها في الجند بأنه خير من صوت ألف رجل.

## إسلامها
أسلمت أسماء على يد النبي محمد ﷺ والقعقاع بن عمرو التميمي عندما قال لها زوجها: «لقد سمعت كلمات ليست من كلام البشر ورأيت من النبي ﷺ ما يدعوني لشوق صحبته. لقد أمنت وأسلمت لدين الإسلام وشهدت بأنه لا إله إلا الله وحده لا شريك له وأن محمدًا عبده ورسوله» فقالت له أسماء «هل سبق وقد خالفت لك يا قعقاع» فقال لها «أسماء هذا ليس أمرا هذه دعوة» فقالت أسماء: «علمني كيف أكون مسلمة مثلك».

## وفاتها
توفيت أسماء عام 45 هـ أي بعد وفاة زوجها بـ 5 سنوات.

## في التليفزيون والسينما
عرض مسلسل القعقاع بن عمرو التميمي عام 2010 والتي مثلت دور أسماء الممثلة السورية ميسون أسعد وفي مسلسلات تاريخية كثيرة.